# Дзаватта, Армандо
Армандо Дзаватта (итал. Armando Zavatta, 11 декабря 1915 года, Шаффхаузен, Швейцария — 1976 год) — католический священник византийского обряда Румынской греко-католической церкви, миссионер в Румынии и на оккупированных территориях СССР, узник Гулага, приходской священник в Швейцарии.

## Биография
Родился в семье итальянского эмигранта из Бертиноро.
После окончания обучения в епархиальных семинариях в Форли-Бертиноро, Италия и в Арад (Румыния) рукоположен в сан священника Румынской греко-католической церкви в 1939 году.
В 1942 году во время Второй мировой войны направлен миссионером в Одессу на Украине, оккупированную румынскими и немецкими войсками.
В 1944 году после освобождения города остался на нелегальном положении.
24 мая 1944 года арестован по обвинению в шпионаже в пользу Ватикана и приговорен к 10 годам принудительных работ.
Заключение отбывал в лагерях ГУЛАГа в Заполярье, Сибири, на Урале и на Дальнем Востоке. О времени проведенном в тюрьмах и лагерях написал книгу воспоминаний, где рассказывает о пастырской работе среди итальянских заключенных. Книга впервые опубликована в Италии в 1955 году, позже переведена на немецкий и французский языки.
В 1954 году освобожден по амнистии и вместе с другими 18 итальянскими военнопленными вернулся в Италию.
С 1956 года проживал в Швейцарии, где продолжил свое служение на различных должностях, включая должность капеллана в госпитале Бриссаго.

## Сочинения
- Armando Zavatta, I miei dodici anni vissuti nel Paese dei Soviet. Cesena, Edizioni Europa, 1955. (итал.)
- Armando Zavatta, Zwőlf Jahre in Sowjetparadies, Übertragungins Deutsche von Hilde Firtel, Umschlaggestltung von Rudolf Studer. Freiburg [Schweiz], Konstanz, Baden, München: Kanisius Verlag [Printed in Switzerland], 1960, p. 140. (нем.)
- Admand Zavvata, Douze ans dans le «Paradis Soviétique», Traduit de l’allemand par le R. P. Alexis O.F.M.Conv. [Quatrièmeédition], Fribourg [Suisse]: Édition St-Paul, 1959. (фр.)